# Stillwater (banda)
Stillwater foi uma banda norte-americana surgida nos anos 70, que tocava Southern Rock com uma pegada de folk.
Sua música Mind Bender esteve na 46ª posição da Billboard TOP 100 em 1977. A banda existiu de 1973 até 1982, com sede em Warner Robins, Georgia. Lançaram dois álbuns pela Capricorn Records, Stillwater (1977), que incluia a faixa "Mind Bender", e I Reserve the Right! (1978). Eles voltaram a se reunir nos anos 90, integrando David Heck como o novo baterista e lançaram o álbum Running Free (1997) pela Waterfall Records.
Há um álbum ao vivo raro, "Hotels, Motels and Road Shows" lançado pela Capricorn Records em 1978. Duas faixas do Stillwater são apresentadas, "Out on a Limb (ao vivo)" e "Mind Bender (ao vivo)". "Mind Bender" foi também incluida em um outro álbum da Capricorn Records, "The Souths Greatest Hits, VOL 2."

## Formação
- Michael Causey – guitarra
- Bobby Golden – guitarra, vocal
- Jimmy Hall – percussão, vocal (não é o mesmo Jimmy Hall do Wet Willie.)
- David Heck – bateria
- Sebie Lacey – bateria, vocal
- Al Scarborough – baixo, vocal
- Bob Spearman – teclado, vocal
- Rob Roy Walker – guitarra, vocal

## Discografia
- Stillwater (1977)
- I Reserve the Right! (1978)
- Running Free (1997)

## Na Cultura Popular
Uma banda fictícia de nome "Stillwater" foi criada para o filme Quase Famosos, com autorização dos membros da atual formação do Stillwater. As músicas tocadas por esta banda eram canções originais escritas para o filme por Nancy Wilson, Cameron Crowe, and Peter Frampton. Cameron Crowe, jornalista musical da Revista Rolling Stone, fez uma homenagem à banda, por ela ter sido assunto de sua primeira matéria nos anos 70.

## links
- (banda) Stillwater (banda) (em inglês) no Discogs
- Allmusic Biography
- Allmusic Charts
- Allmusic Overview
- Bobby Golden interview SweetHomeMusic.fr & Bands of Dixie (2003)